# Solène Gicquel
Pour les articles homonymes, voir Gicquel.
Solène Gicquel (née le 1er décembre 1994 à Rennes) est une athlète française, spécialiste du saut en hauteur.

## Biographie

### Enfance et formation
Elle est la fille de Jean-Charles Gicquel, ancien détenteur du record de France du saut en hauteur. Elle a deux frère et sœur, l'ainé Clément Gicquel, également athlète de saut en hauteur et Lucille Gicquel sa cadette, est une joueuse professionnelle de volley-ball.
En 2019, elle passe le concours pour devenir professeur d’Éducation physique et sportive mais le rate de 0,1 point et décide de se concentrer sur sa carrière sportive avant de retenter le concours plus tard.

### Carrière sportive
En 2020, elle remporte le titre des championnats de France à Albi.
En 2021, elle remporte le titre des championnats de France en salle à Miramas avec une barre à 1,86 m.
Le 19 août 2022, elle valide sa participation à la finale des championnats d'Europe de Munich.
Le 18 février 2023, Solène Gicquel remporte le titre de championne de France en salle à Aubière en portant son record à 1,92 m.
Fin juillet 2023, elle remporte le titre lors des championnats de France à Albi.
En août 2023, elle se qualifie pour la finale des championnats du monde à Budapest qu'elle termine à la 15e et dernière place.

## Palmarès

### International
| Date | Compétition           | Lieu     | Résultat | Marque |
| ---- | --------------------- | -------- | -------- | ------ |
| 2023 | Championnats du monde | Budapest | 15e      | 1,85 m |

### National
| Championnat | Place | Hauteur | Lieu          | Date              |
| ----------- | ----- | ------- | ------------- | ----------------- |
| CF 2016     | 3e    | 1,80 m  | Angers        | 25 juin 2016      |
| CF 2017     | 3e    | 1,83 m  | Marseille     | 15 juillet 2017   |
| CF 2018     | 2e    | 1,83 m  | Albi          | 7 juillet 2018    |
| CF 2019     | 2e    | 1,88 m  | Saint-Étienne | 28 juillet 2019   |
| CF 2020     | 1re   | 1,87 m  | Albi          | 13 septembre 2020 |
| CF 2021     | 2e    | 1,89 m  | Angers        | 26 juin 2021      |
| CF 2022     | 1re   | 1,85 m  | Caen          | 26 juin 2022      |
| CF 2023     | 1re   | 1,89 m  | Albi          | 30 juillet 2023   |
| CF 2024     | 2e    | 1,90 m  | Angers        | 30 juin 2024      |

| Championnat | Place | Hauteur | Lieu     | Date            |
| ----------- | ----- | ------- | -------- | --------------- |
| CF 2016     | 3e    | 1,81 m  | Aubière  | 27 février 2016 |
| CF 2017     | 3e    | 1,82 m  | Bordeaux | 18 février 2017 |
| CF 2018     | 2e    | 1,85 m  | Liévin   | 17 février 2018 |
| CF 2019     | 6e    | 1,80 m  | Miramas  | 19 février 2019 |
| CF 2020     | 2e    | 1,84 m  | Liévin   | 29 février 2020 |
| CF 2021     | 1re   | 1,86 m  | Miramas  | 20 février 2021 |
| CF 2022     | 3e    | 1,80 m  | Miramas  | 26 février 2022 |
| CF 2023     | 1re   | 1,92 m  | Aubière  | 18 février 2023 |
| CF 2024     | 1re   | 1,86 m  | Miramas  | 18 février 2024 |
| CF 2025     | 1re   | 1,87 m  | Miramas  | 22 février 2025 |

## Records
| Épreuve         | Épreuve   | Performance | Lieu    | Date            |
| --------------- | --------- | ----------- | ------- | --------------- |
| Saut en hauteur | Plein air | 1,92 m      |         |                 |
| Saut en hauteur | En salle  | 1,92 m      | Aubière | 18 février 2023 |